# Floreal Edgardo Avellaneda
Floreal Edgardo Avellaneda, soprannominato "el Negrito" (Rosario, 14 maggio 1960 – maggio 1976), è stato un attivista argentino.
Membro dell'organizzazione giovanile del Partito Comunista Argentino, fu rapito dalla propria abitazione da agenti del governo. Sottoposto a torture ed infine a impalamento, il suo corpo fu ritrovato in un fiume. Per l'omicidio furono condannati i militari Santiago Omar Riveros, Fernando Ezequiel Verplaetsen, Julio Horacio García, Raúl Jarcich e Cesar Fragni ed il commissario Alberto Aneto.

## Il rapimento e l'assassinio
Sia la madre, Iris Pereyra de Avellaneda Etelvina, che il padre, Floreal Avellaneda, erano entrambi membri del Partito Comunista Argentino. Floreal Edgardo Avellaneda era invece membro della Federación Juvenil Comunista, organizzazione giovanile dello stesso Partito Comunista Argentino. Il 15 aprile 1976 la loro casa fu perquisita da agenti governativi che, non trovando il padre, rapirono il giovane Avellaneda e la madre. Furono portati alla stazione di polizia di Villa Martelli, dove furono torturati con scosse elettriche per estorcere informazioni sul padre di Avellaneda. La madre fu trasferita al carcere di Olmos, rimanendo all'oscuro delle sorti del figlio, che fu trasferito invece alla base militare di Campo de Mayo. Il corpo del giovane Avellaneda fu ritrovato, assieme ad altri sette, il 16 maggio dello stesso anno, sulla sponda uruguaiana del Río de la Plata, a 300 km da Rosario. Presentava segni di tortura, di legatura a mani e piedi, il collo rotto e si appurò che era stato impalato.

## Il processo e le condanne
Il processo, iniziato nell'aprile 2009, fu il primo per crimini contro l'umanità relativo ai crimini commessi alla base di Campo de Mayo. Alla fine, nel 2010, per la tortura e l'omicidio di Floreal Edgardo Avellaneda furono condannate sei persone:
- Santiago Omar Riveros, militare: ergastolo
- Fernando Ezequiel Verplaetsen, militare: 25 anni
- Julio Horacio Garcia, militare: 18 anni
- Raul Jarcich, militare: 8 anni
- Cesar Fragni, militare: 8 anni
- Alberto Aneto, commissario di polizia: 1 anno